# The Album (Mauro Picotto)
The Album è un album del dj producer italiano Mauro Picotto pubblicato nel 2000, ed è composto da una raccolta di 19 brani divisi in due cd.

## Tracce
Disco 1
Edizioni musicali Zeitgeist.
1. Mauro Picotto – Lounge – 1:31 (Mauro Picotto)
2. Mauro Picotto – Pulsar – 5:13 (Gianfranco Bortolotti, Mauro Picotto, Riccardo Ferri)
3. Mauro Picotto – Komodo – 5:31 (Pete Pritchard, Eric Mouquet, Michel Sanchez, Andrea Remondini, Mauro Picotto)
4. Mauro Picotto – Like This Like That – 5:25 (Mauro Picotto)
5. Mauro Picotto – Bug – 5:01 (Andrea Remondini, Mauro Picotto)
6. Mauro Picotto – Planet – 6:09 (Mauro Picotto, Riccardo Ferri)
7. Mauro Picotto – Proximus (Medley with Adiemus) – 5:38 (Karl Jenkins, Andrea Remondini, Gianfranco Bortolotti, Mauro Picotto, Riccardo Ferri)
8. Mauro Picotto – Lizard – 5:12 (Andrea Remondini, Gianfranco Bortolotti, Mauro Picotto, Riccardo Ferri)
9. Mauro Picotto – Ultimahora Ibiza – 5:56 (Mauro Picotto, Riccardo Ferri)
10. Mauro Picotto – Iguana – 3:59 (Mario Più, Mark Franklin, Nigel Champion, Andrea Remondini, Mauro Picotto, Riccardo Ferri)
11. Mauro Picotto – Eclectic – 5:54 (Mauro Picotto, Riccardo Ferri)
12. Mauro Picotto – Underground – 6:15 (Mauro Picotto, Riccardo Ferri)
13. Mauro Picotto – Pegasus – 7:00 (Andrea Remondini, Gianfranco Bortolotti, Mauro Picotto, Riccardo Ferri)
14. Mauro Picotto – Baguette – 5:08 (Mauro Picotto, Riccardo Ferri)

Durata totale: 73:52
Disco 2
Edizioni musicali Zeitgeist.
1. Mauro Picotto – Goodbye – 4:26 (Andrea Remondini, Mauro Picotto)
2. Mauro Picotto – Deep Blue – 3:50 (Massimo Chiticonti)
3. Mauro Picotto – Legacy – 5:19 (Mauro Picotto, Riccardo Ferri)
4. Mauro Picotto – Get Me Flying – 3:55 (Andrea Remondini, Mauro Picotto)
5. Mauro Picotto – Pacific Unplugged – 4:04

Durata totale: 21:34

## Classifiche
| Classifica | Posizione più alta |
| ---------- | ------------------ |
| Svizzera   | 14                 |
| Austria    | 16                 |
| Germania   | 16                 |